# Aetós
Aetós (en griego: Αετός) es una localidad semi-montañosa cercana a Kopanaki, que pertenece administrativamente al Municipio de Trifylía, en la Prefectura de Mesenia, Grecia. 
El pueblo está incluido entre las aldeas y ciudades mártires de Grecia, ya que ha sido designado por el Estado griego como «pueblo mártir», dado que en 1943 sufrió la barbarie nazi durante la Ocupación: fue bombardeado, incendiado y varios de sus habitantes murieron trágicamente como represalia por su actividad de resistencia. De Aetós también era originaria la madre del comandante en jefe durante la Revolución de 1821, Theódoros Kolokotrónis, Zampía Kotsiópoulou, o «Kotsáki», como la llamaban los lugareños.